# Václav Nedorost
Václav Nedorost (ur. 16 marca 1982 w Czeskich Budziejowicach) – czeski hokeista, reprezentant Czech.

## Kariera
- HC Czeskie Budziejowice U18 (1996-1998)
- HC Czeskie Budziejowice U20 (1998-2000)
- HC Czeskie Budziejowice (1999-2001)
- Hershey Bears (2001-2002)
- Colorado Avalanche (2001-2003)
- San Antonio Rampage (2003-2004)
- Florida Panthers (2003-2004)
- Bílí tygři Liberec (2004-2005)
- HC Czeskie Budziejowice (2006-2007)
- Bílí tygři Liberec (2007-2010)
- Mietałłurg Nowokuźnieck (2010-2011)
- HC Lev Poprad (2011-2012)
- Donbas Donieck (2012-2014)
- Slovan Bratysława (2014-2017)
- HC Czeskie Budziejowice (2017-2018)
- HC Pilzno 1929 (2018-2019)

Wychowanek HC Czeskie Budziejowice. Od maja 2012 zawodnik Donbasu Donieck. W lutym 2013 przedłużyl kontrakt z klubem o dwa lata. Od sierpnia 2014 zawodnik Slovana Bratysława. Od maja 2017 ponownie zawodnik. Od maja 2018 zawodnik HC Pilzno 1929. Po sezonie 2018/2019 zakończył karierę.

## Sukcesy
Reprezentacyjne
- Złoty medal mistrzostw świata juniorów do lat 20: 2000, 2001

Klubowe
- Mistrzostwo dywizji NHL: 2002, 2003 z Colorado Avalanche
- Brązowy medal mistrzostw Czech: 2005 z Bílí tygři Liberec
- Puchar Kontynentalny: 2013 z Donbasem

Indywidualne
- Najlepszy pierwszoroczniak czeskiej ekstraligi: 2000